# Ilhas Amirante

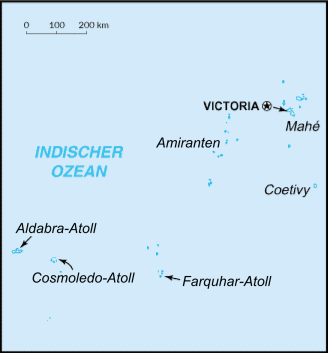
Localização das Ilhas Amirante nas Seicheles

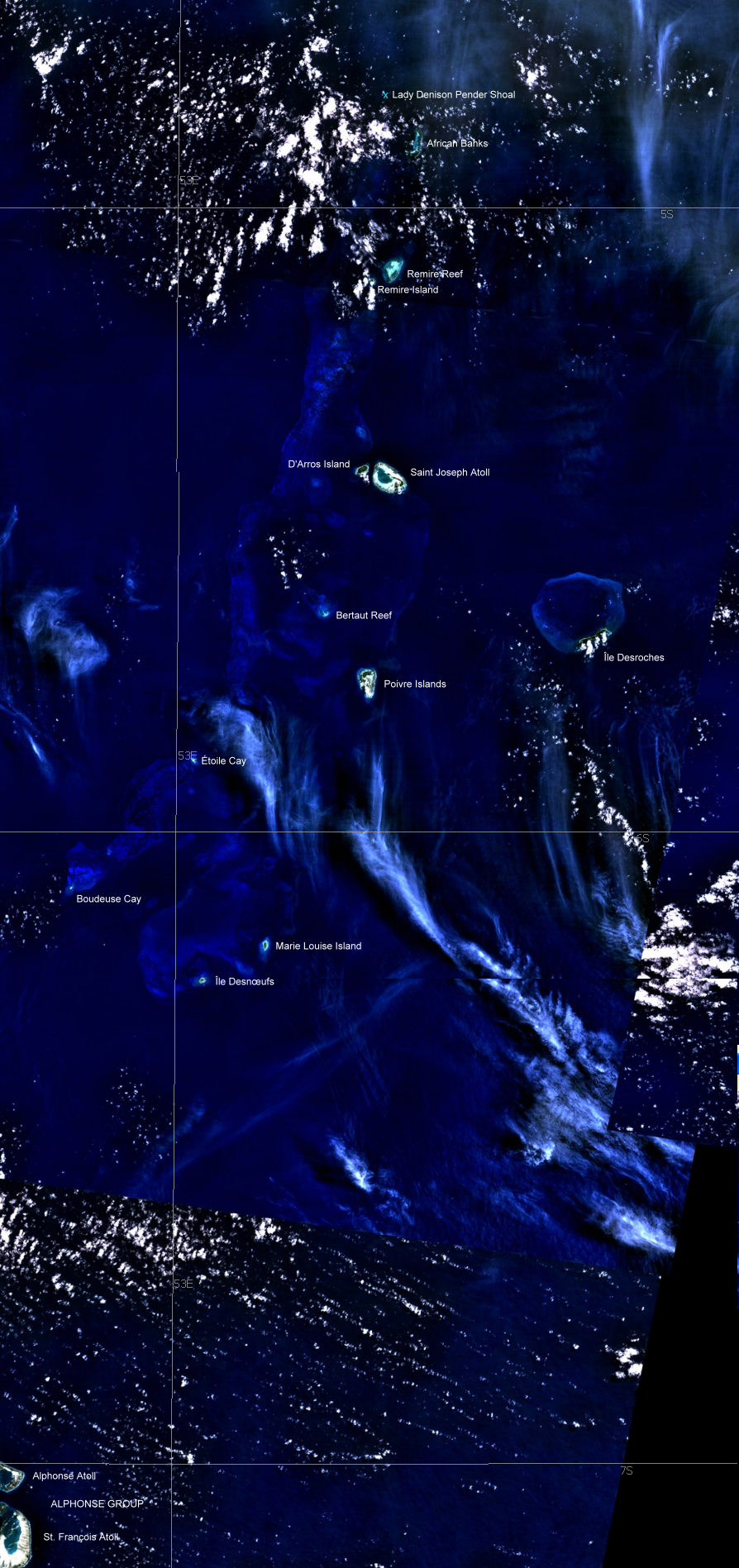
Ilhas Amirante, imagem de satélite
com o próximo Grupo Alphonse à esquerda e em baixo

As Ilhas Amirante (Les Amirantes em francês), são um grupo de ilhas e atóis pertencente ao grupo das Ilhas Exteriores das Seicheles. Tem cerca de 155 km de extensão entre os Bancos Africanos (Ilhas Africanas), no norte da Île Desnœufs (ilha des Noeufs) a Sul, sempre no raso Banco Amirantes (Planalto Amirantes, com profundidades de 25 a 70 m), com excepção da ilha principal Île Desroches, a leste, e do submerso Baixio Lady Denison-Pender no extremo norte. 90 km a sul das ilhas Amirante fica o Grupo Alphonse, o mais próximo grupo de ilhas, que são por vezes erradamente consideradas como parte das Amirantes.
As Amirantes foram descobertas por Vasco da Gama na sua segunda viagem de exploração em 1502, e chamadas "Ilhas do Almirante". É possível que tenha havido conhecimento prévio das ilhas por comerciantes árabes e indianos. Juntamente com as Seicheles, as ilhas foram reclamadas pela primeira vez pela França em 1742. A posse formal foi feita em 1756. Pelo Tratado de Paris (1814), as ilhas passaram oficialmente para os britânicos como parte da Maurícia. Em 1909, as Seicheles tornaram-se uma colónia separada e passaram a incluir as Amirantes. Em 8 de novembro de 1965 o Reino Unido separou a Île Desroches das Seicheles para passar a fazer parte do novo Território Britânico do Oceano Índico. O objetivo era permitir a construção de equipamentos militares para o Reino Unido e seus aliados. Em 23 de junho de 1976, a Île Desroches foi devolvida às Seicheles na sequência da sua independência.
A área total é de 9,91 km² e a população é menos de 300 pessoas, com cerca de 100 na principal localidade e atol, Desroches.